# پاملا میسون
پاملا میسون (انگلیسی: Pamela Mason; ۱۰ مارس ۱۹۱۶ – ۲۹ ژوئن ۱۹۹۶) هنرپیشه، فیلم‌نامه‌نویس اهل ایالات متحده آمریکا بود.
از فیلم‌ها یا برنامه‌های تلویزیونی که وی در آن نقش داشته‌است می‌توان به آنچه همیشه می‌خواستید دربارهٔ سکس بدانید* اشاره کرد.